# Walvis Bay International Airport

i7
i11
i13
Der Walvis Bay International Airport (deutsch Internationaler Flughafen Walvis Bay, offiziell Walvis Bay Airport, ehemals Flughafen Walvis Bay-Rooikop, IATA-Code: WVB, ICAO-Code: FYWB) ist der Flughafen der Stadt Walvis Bay, der nach Passagierzahlen zweitgrößte Flughafen in Namibia und wichtigster Flughafen an der Westküste des Landes.
Der Flughafen liegt an der Hauptstraße C14, und durch seine Nähe zum Seehafen entwickelte sich der Flughafen Walvis Bay auch zu einem bedeutenden Flugumschlagplatz für den Güterverkehr.

## Fluggesellschaften und Verbindungen
Vom Flughafen Walvis Bay wird im Linienflug von der südafrikanischen Airlink mit Johannesburg und Kapstadt verbunden. In der Vergangenheit flog die seit 2021 insolvente Air Namibia von hier zum Windhoeker Flughäfen Eros und nach Hosea Kutako sowie zeitweilig Ende der 2010er Jahre nach Ondangwa. Airlink benutzt den Flughafen zudem für einen technischen Zwischenstopp auf der Route Johannesburg–St. Helena.

## Ausbaumaßnahmen
Seit Anfang 2008 wurde der Flughafen zum zweiten internationalen Flughafen des Landes ausgebaut. Als Ausbaumaßnahmen wurde die Verlängerung der Start- und Landebahn abgeschlossen und der Bau der neuen Feuerwache Rooikop am 16. Oktober 2009 begonnen und am 7. November 2011 abgeschlossen. Zudem wurde zwischen 2013 und 2016 das Flughafengebäude saniert und ausgebaut. Insgesamt wurden mehr als 350 Millionen Namibia-Dollar investiert.
Der offiziell seit 25. Juli 2016 abgeschlossener Ausbau des Flughafens lässt nun auch Interkontinentalflüge auf dem Flughafen zu.

## Statistiken
| Jahr | Flugbewegungen | Passagiere |
| ---- | -------------- | ---------- |
| 2008 | 4943           | 67.445     |
| 2009 | 4488 ▼         | 74.862 ▲   |
| 2010 | 4288 ▼         | 71.512 ▼   |
| 2011 | 5031 ▲         | 85.089 ▲   |
| 2012 | 4639 ▼         | 89.707 ▲   |
| 2013 | 4347 ▼         | 88.383 ▼   |
| 2014 | 3920 ▼         | 84.854 ▼   |
| 2015 | 4410 ▲         | 107.163 ▲  |
| 2016 | 5356 ▲         | 121.538 ▲  |
| 2017 | 5250 ▼         | 119.664 ▼  |
| 2018 | 4741 ▼         | 119.141 ▼  |
| 2019 | 4870 ▲         | 124.122 ▲  |
| 2020 | 1372 ▼         | 31.222 ▼   |
| 2021 | 2058 ▲         | 38.221 ▲   |
| 2022 | 2414 ▲         | 68.771 ▲   |
| 2023 | 2541 ▲         | 86.002 ▲   |

Quelle: Airport Statistics. Namibia Airports Company, Februar 2024.